# Oblajovice (zámek)
Zámek Oblajovice je zámek ve vsi Oblajovice v okrese Tábor v Jihočeském kraji. V současné době je v rekonstrukci. Stejně tak i zahrada, která se v jeho okolí nachází. Původně zde stála tvrz.

## Historie
Na základě historických zpráv sjednotil Petr z Oblajovic ves Hartlíkov a část Prasetína a vybudoval zde statek. V roce 1623 koupili oblajovický statek Vratislavové z Mitrovic. Statek jako dědictví manželky Kateřiny Polyxeny získal císařský hejtman třeboňského panství Jan z Eckersdorfu. V roce 1650 zde stála kamenná tvrz s dvorem a ke statku patřily vsi Oblajovice, Hartlíkov, Domamyšl, Prasetín, Jetřichovec a část Malešína. Sňatkem s Evou Polyxenou Černínovou z Chudenic získal tento majetek Albrecht Kapouna ze Svojkova. V roce 1692 kupoval statek Josef František z Talmberka již jen se třemi vesnicemi (Oblajovice, Hartlíkov a Prasetín). Zdejší tvrz je naposledy připomínána v roce 1726. Hrabě Leopold Krakowský z Kolovrat přikoupil k panství Radenín během roku 1759 Hroby a Oblajovice. Mezi lety 1726 až 1759 byla tvrz přestavěna na barokní zámek. V šedesátých letech 19. století Rudolf Kolovrat (1830–1903) provedl přestavbu zámku v novogotickém slohu. Kolem zámku byl vybudován anglický park a na východní straně zámku vznikl hospodářský dvůr především pro chov ovcí. V roce 1878 Rudolf Kolovrat zámek s dalším majetkem prodal, ale noví vlastníci zde nežili a zámek i statek chátraly. Opravy a modernizace se dočkal zámek až za nových majitelů. Rodina Šantrůčkova koupila statek se zámkem v roce 1909. Krátký čas byl zámek pronajímán a dokonce prodán.  Šantrůčkovi vlastnili zámek až do roku1950, kdy jej byli donuceni opustit.

### Vývoj po roce 1950
Po vyvlastnění využíval krátce zámek Svaz invalidů Praha. V roce 1953 bylo v zámku zřízeno odborné učiliště firmy Strojobal v Ústí nad Labem. Ta později zámek přestavěla na školící a rekreační středisko. V roce 1992 byl zámek v restituci vrácen rodině Šantrůčkově. Kolem roku 2010 patřily místní objekty a přibližně 85 procent pozemků rakouskému podnikateli Franzi Blochbergerovi.

## Popis stavby
Zámek je obdélná jednokřídlá, patrová budova, která je na severní a jižní straně členěna trojpodlažními rizality. Na ně navazují patrové pětiboké věžičky. Vstupní západní průčelí směrem do parku je zvýrazněno předsunutým balkónem. Východní část zámku směrem do hospodářského dvora člení mohutný rizalit. V padesátých letech 20. století zde byly provedeny nevhodné přístavby, který původní vzhled zámku zničily.

## Galerie

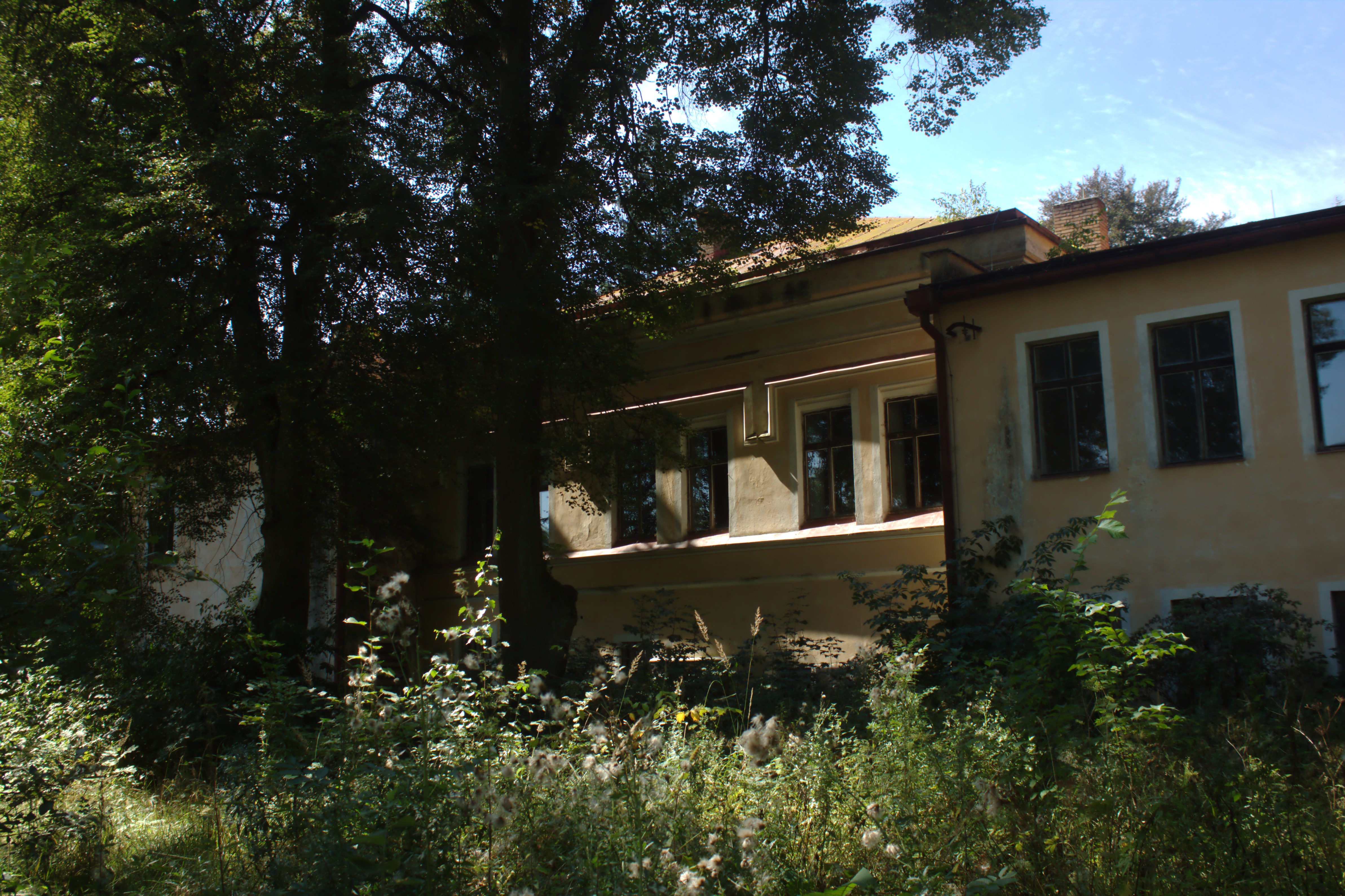
Část fasády
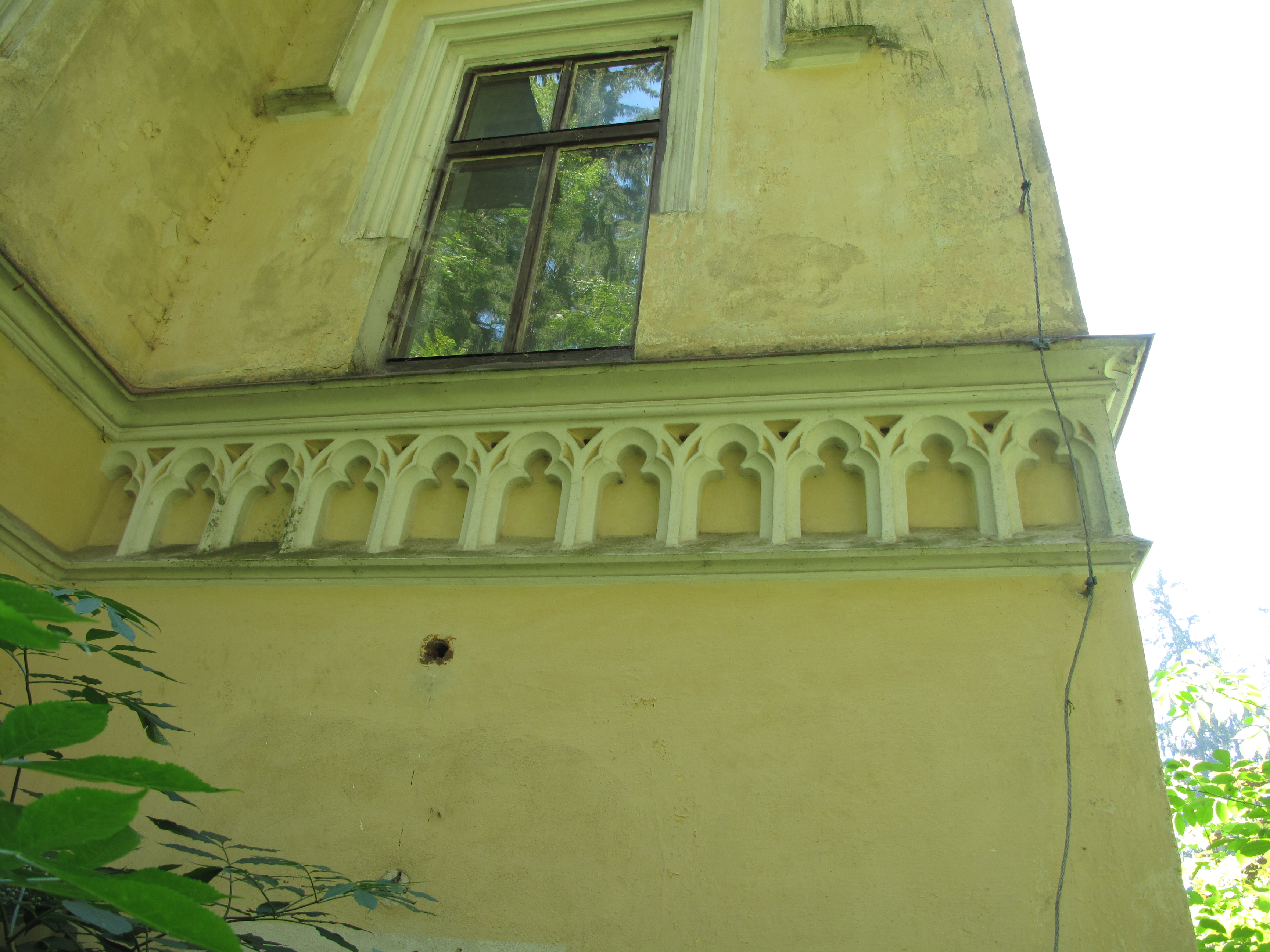
Detail neogotického dekoru na fasádě
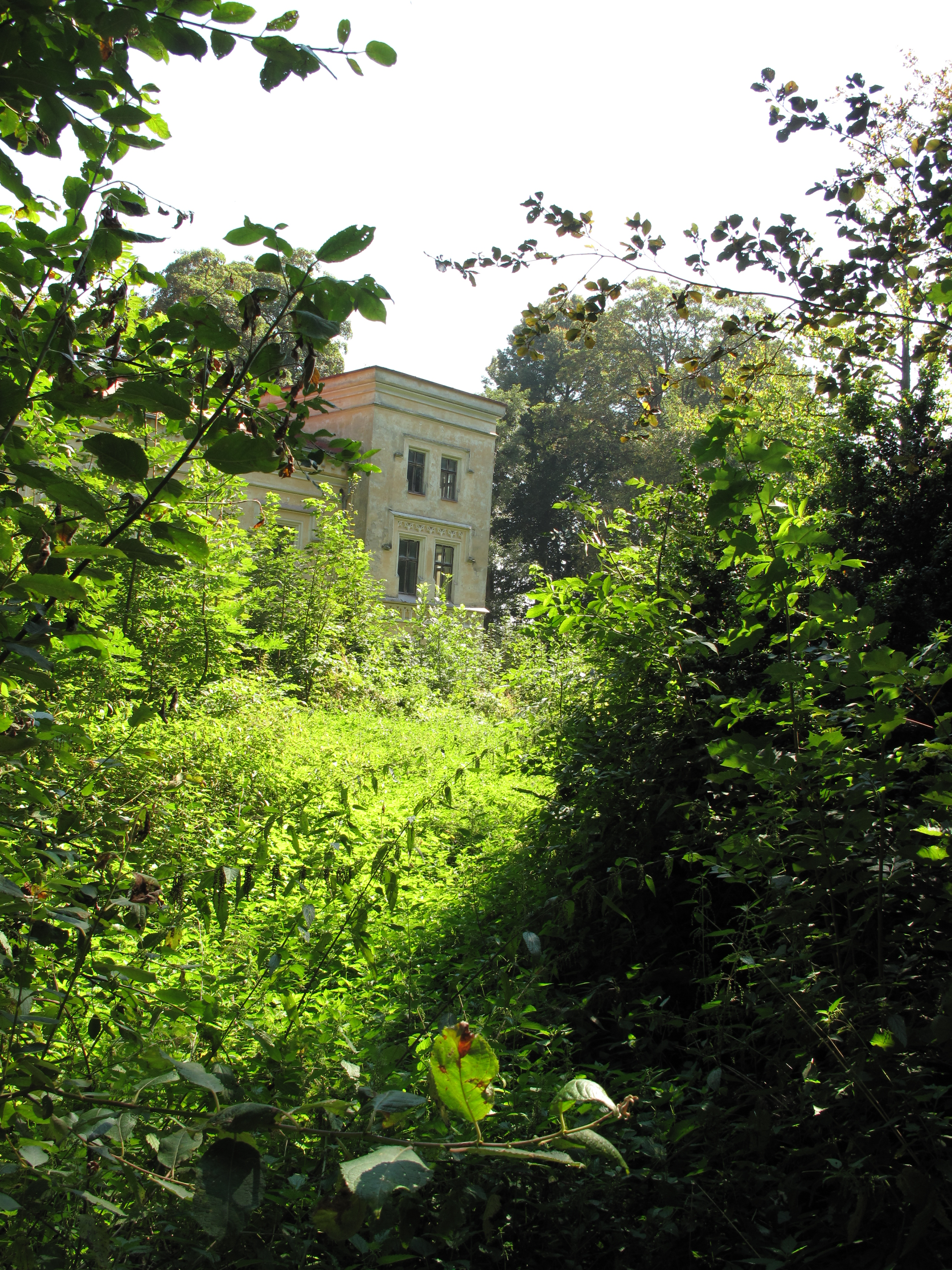
Zarostlý park
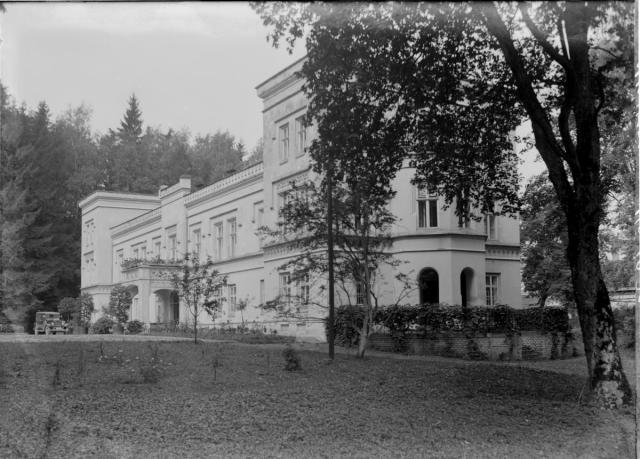
Zámek v roce 1930